# هیپ پلیس (آریزونا)
هیپ پلیس (به انگلیسی: Heap Place) یک منطقهٔ مسکونی در ایالات متحده آمریکا است که در آریزونا واقع شده‌است. هیپ پلیس ۱٬۷۰۰ متر بالاتر از سطح دریا واقع شده‌است.